# Gyula Szapáry

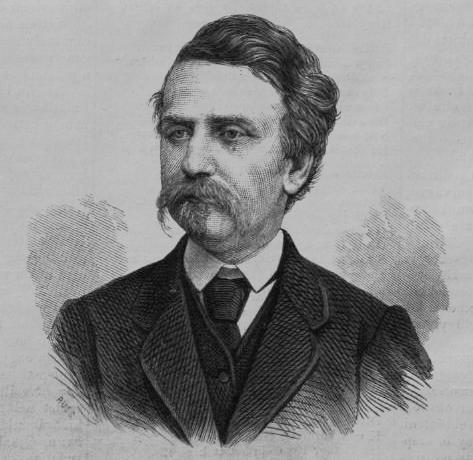
Gyula Szapáry

Graaf Gyula Szapáry de Szapár, Muraszombat et Széchy-Sziget (Pest, 1 november 1832 – Opatija, 20 januari 1905) was een Hongaars politicus en premier van Hongarije van 1890 tot 1892.

## Biografie
Szapáry stamde uit een Hongaarse familie van magnaten en grootgrondbezitters. Hij studeerde rechten, ging in staatsdienst en werd opper-ispán van het comitaat Heves. Tijdens 9 verschillende legislaturen was hij kamerlid voor de Liberale Partij in de Hongaarse Rijksdag. In 1870 werd hij staatssecretaris op het ministerie van Verkeer, in 1873 werd hij minister van Binnenlandse Zaken en van 1878 tot 1887 was hij minister van Financiën in de regering van Kálmán Tisza. Nadien was hij ook minister van Verkeer en vanaf 1889 minister van Landbouw.
In 1877 trouwde hij met Karolina Festetics de Tolna, waarmee hij zeven kinderen kreeg.

### Premierschap
Tijdens zijn ambtstermijn als premier van Hongarije van 13 maart 1890 tot 17 november 1892 werden verschillende belangrijke hervormingen doorgevoerd, onder andere op het vlak van het stimuleren van de industrie, sociale hervormingen, en een geldhervorming van de zilvergulden naar de kroon op goudbasis. Szapáry werd beschreven als een ondergemiddeld en voorzichtig conservatief politicus, een technocraat en bureaucraat. Hij kon echter rekenen op de steun van menig ervaren minister, grotendeels uit de regering van Tisza. Vandaar hield zijn eigen regering doorgaans de koers aan die werd uitgezet door zijn voorgangers.
Hij slaagde er echter niet in de hervorming van het bestuur en de Kerk door te voeren en trad in 1892 terug ten gunste van Sándor Wekerle.